# 정진엽
정진엽(鄭鎭燁, 1955년 3월 10일 ~ )은 예비역 육군 군의관 대위 전역한 대한민국의 의사, 교수였고 보건복지부 장관을 지냈다.

## 학력
- 1971년 ~ 1974년: 서울고등학교 졸업
- 1974년 ~ 1980년: 서울대학교 의과대학 의학사
- 1986년 ~ 1988년: 서울대학교 의과대학원 의학석사
- 1989년 ~ 1993년: 서울대학교 의과대학원 의학박사

## 경력
- 1983년: 서울대학교병원 인턴
- ~ 1988년: 서울대학교병원 레지턴트
- 1988년: 대한정형외과학회 정회원
- 1988년 ~ 1999년: 원자력병원 선임의사
- 1990년: 서울대학교병원 전임강사
- ~ 1995년: 서울대학교병원 조교수
- 1995년: 세계정형외과 및 외상학회 정회원
- 1995년 ~ 2000년: 서울대학교 의과대학 정형외과학교실 조교수
- 1996년: 북미주소아정형외과학회 정회원
- 1997년: 아시아태평양 정형외과학회 정회원
- 1997년: 미국뇌성마비 및 발달의학회 정회원
- 2000년 ~ 2005년: 서울대학교 의과대학 정형외과학교실 부교수
- 2000년 ~ 2004년: 대한의학회 학술위원회 위원
- 2000년 ~ 2003년: 서울대학교병원 소아정형외과 분과장
- 2003년 ~ 2004년: 분당서울대학교병원 교육연구실 실장
- 2003년 ~ 2005년: 분당서울대학교병원 정형외과 과장
- 2004년 ~ 2008년 6월: 분당서울대학교병원 진료부원장
- 2004년 ~ 2007년: 보건복지부 의료기관평가요원
- 2005년 ~ 2020년 8월: 서울대학교 의과대학 정형외과학교실 교수
- 2006년 ~ 2008년: 한국인체기초공학연구재단 이사장
- 2006년: 건강보험심사평가원 진료심사평가위원회 비상근위원
- 2006년: 한전의료재단 한일병원 이사
- 2008년 ~ 2010년: 대한병원협회 정보관리이사
- 2008년 ~ 2010년: 대한소아정형외과학회 회장
- 2008년 6월 ~ 2013년 6월: 분당서울대학교병원 원장
- 2009년 ~ 2012년: 정보통신산업진흥원 비상임이사
- 2010년 ~ 2012년: 대한병원협회 재무위원장
- 2010년: 국립경찰병원 의료자문의
- 2010년: 한국병원경영연구원 이사
- 2011년: 성남시 창조경영 CEO포럼 자문위원장
- 2011년: 의료기관평가인증원 기조조정위원
- 2012년: 의료기기상생포럼 위원장
- 2012년: 웰니스융합포럼 자문위원
- 2012년: 대한병원협회 기획이사
- 2012년: 대한의사협회 정책자문위원
- 2013년 ~ : 대한민국의학한림원 정회원
- 2015년 8월 ~ 2017년 7월: 제 7대 보건복지부 장관
- 2017년 ~ : 분당서울대학교병원 정형외과 교수
- 2018년: 한국장애인보건의료협의회 회장
- 2018년 7월 ~ 2026년 9월: 학교법인 이화학당 이사
- 2020년 ~ 2025년 03월 : 인당의료재단 부민의료원 의료원장
- 스포츠닥터스 명예고문
- 2022년 2월 ~ 2025년 1월 : 대한민국의학한림원 고문
- 2023년 5월 ~ : 재단법인 백선엽장군기념재단 자문위원 겸 백선엽장군기념사업회 이사
- 2025년 04월 ~ : 남양주백병원 의료원장

| 전임 문형표 | 제7대 보건복지부 장관 2015년 8월 26일 ~ 2017년 7월 21일 | 후임 박능후 |